# Машево (Кросненський повіт)
Машево (пол. Maszewo, нім. Messow) — село в Польщі, у гміні Машево Кросненського повіту Любуського воєводства.
Населення — 453 особи (2011).
У 1975-1998 роках село належало до Зеленогурського воєводства.

## Демографія
Демографічна структура станом на 31 березня 2011 року:
|          | Загалом | Допрацездатний вік | Працездатний вік | Постпрацездатний вік |
| -------- | ------- | ------------------ | ---------------- | -------------------- |
| Чоловіки | 230     | 54                 | 156              | 20                   |
| Жінки    | 223     | 50                 | 123              | 50                   |
| Разом    | 453     | 104                | 279              | 70                   |